# Glypta tecta
Glypta tecta är en stekelart som beskrevs av Dasch 1988. Glypta tecta ingår i släktet Glypta och familjen brokparasitsteklar. Inga underarter finns listade i Catalogue of Life.